# Anna Wimschneider
Anna Wimschneider (* 16. Juni 1919 in Pfarrkirchen, Niederbayern als Anna Traunspurger; † 1. Januar 1993 ebenda) war eine deutsche Bäuerin und Autorin.

## Leben

### Herkunft
Anna Wimschneider wurde als viertes von neun Kindern geboren. Mit acht Jahren verlor sie ihre Mutter, die im Kindbett starb. Von da an musste das Kind Anna den Haushalt auf dem Bauernhof für die Großfamilie führen.

### Heirat und Leben als Bäuerin
1939 heiratete sie den Bauern Albert Wimschneider, der aber elf Tage nach der Hochzeit zum Militär eingezogen wurde und schwer verwundet aus dem Zweiten Weltkrieg zurückkehrte. Anna Wimschneider führte inzwischen die Landwirtschaft ihres Mannes weiter und versorgte zeitweise zwei pflegebedürftige Onkel, eine Tante und die Schwiegermutter. Sie bekam mit ihrem Mann drei Töchter.

### Erfolg als Autorin
Berühmt wurde sie durch ihre im Jahr 1984 erschienene Autobiographie Herbstmilch – Lebenserinnerungen einer Bäuerin. Diese wurde 1988 von Joseph Vilsmaier unter dem Titel Herbstmilch mit Dana Vávrová und Werner Stocker in den Hauptrollen verfilmt. Anna und Albert Wimschneider sind in Nebenrollen in diesem Film zu sehen. Unterstützt durch die Verfilmung entwickelte sich das Buch zu einem auch in andere Sprachen übersetzten Bestseller. Allein im Piper-Verlag erschienen bis 1995 57 Auflagen mit insgesamt mehr als zwei Millionen Buchexemplaren.
Im Jahr 1990 erhielt sie das Bundesverdienstkreuz und den Bayerischen Poetentaler der Münchner Turmschreiber.
Im Jahr 1991 veröffentlichte Wimschneider ein weiteres Buch: „Ich bin halt eine vom alten Schlag“. Geschichten vom bäuerlichen Leben einst und jetzt.

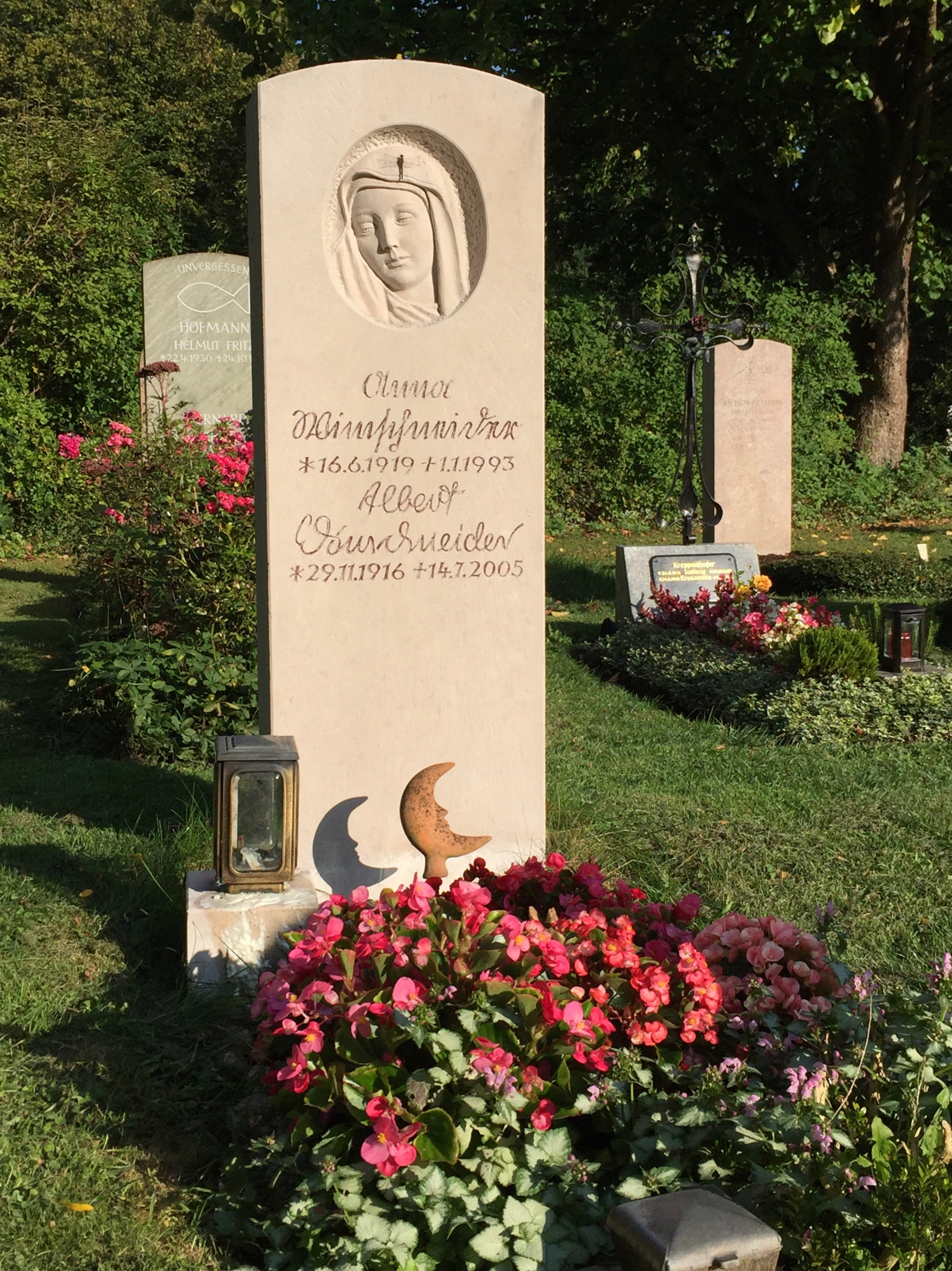
Grab von Anna Wimschneider und ihrem Ehemann auf dem Neuen Südfriedhof in München

Aufgrund des enormen Interesses der Leser gab Anna Wimschneider auch Lesungen und trat als Gesprächsgast im Fernsehen auf. Obwohl sie weiterhin bescheiden auftrat, löste ihr Erfolg in ihrer Heimat Missgunst aus. Nur mit einem ihrer Nachbarn hatte sie noch ein gutes Verhältnis. Als sie ein Projekt zugunsten der Kinder in Pfarrkirchen unterstützen wollte, zeigte die Stadt kein Interesse.

### Tod
Anna Wimschneider starb am Neujahrstag 1993 im Alter von 73 Jahren an einem Schlaganfall und wurde in Pfarrkirchen bestattet. Daraufhin wurden in den Kurorten Bad Griesbach und Bad Füssing Bustouren organisiert für Kurgäste, die an ihr Grab pilgern wollten. Angesichts dieses Trubels und weil Anna Wimschneider in Pfarrkirchen zu Lebzeiten viel Ablehnung erlebt hatte, entschieden sich ihre Töchter, das Grab nach München umbetten zu lassen. Anna Wimschneider ruht seitdem auf dem Neuen Südfriedhof in München (Grab 109-2-20). Ihr Ehemann Albert starb im Jahr 2005 und wurde im selben Grab bestattet.
Anna Wimschneiders Nachlass wurde im Jahr 2017 von ihren Erben der Bayerischen Staatsbibliothek München geschenkt.

## Werke
- Herbstmilch Lebenserinnerungen einer Bäuerin, Piper, Erstausgabe 1984.
  - Neuausgabe mit 50 Bildern aus ihrem Leben, München, Piper 1989, ISBN 3-492-03365-2
  - Piper Taschenbuch 7360, München/Zürich 2011, ISBN 978-3-492-27360-2.
  - Als Hörbuch: gelesen von Maria Singer. Regie und Aufnahmeleitung: Johanna Steinbach-Grobst, Steinbach Sprechende Bücher, Schwäbisch Hall 2007, ISBN 978-3-88698-485-5 (4 CDs).
- „Ich bin halt eine vom alten Schlag“. Geschichten vom bäuerlichen Leben einst und jetzt. Zusammengestellt von Katharina Meschkowski unter Mitarbeit von Albert Wimschneider. Mit 31 Farb- und 61 Schwarzweißfotos von Bettina Böhmer. Piper, München/Zürich 1991, ISBN 3-492-03393-8.